# Juan Ramón Biedma
Juan Ramón Biedma (Sevilla, 1962) es un escritor español de novela negra, novela psicológica y novela fantástica. En 2008 obtuvo el premio Hammett de novela negra por la obra El imán y la brújula y en 2024 el premio Celsius a la mejor novela de género fantástico por Crisanta, ambos galardones concedidos durante la Semana Negra de Gijón. En 2024 ha recibido el premio a toda su trayectoria literaria del festival de novela negra "Castellón Negro", entre otros muchos galardones.

## Biografía
Juan Ramón Biedma estudió Derecho en la Universidad de Sevilla, aunque no llegó a licenciarse. No quería ser abogado y su carrera se encaminó hacia la gestión de emergencias, actividad que ha compartido con la de locutor radiofónico, editor de libros, guionista y crítico cinematográfico.

## Trayectoria literaria
Por su primera novela, El manuscrito de Dios (2005), obtuvo una Mención Especial del Jurado en el II Premio de Novela fallado por la Semana Negra de Gijón y fue finalista del premio Memorial Silverio Cañada, lo que supuso un exitoso debut en el campo de la novela, iniciando una trayectoria que se vería continuada con El espejo del monstruo (2006) —obra que fue designada como lectura obligatoria por la facultad de Medicina de la Universidad Autónoma de México— y El imán y la brújula (2007), novela que obtuvo los premios Hammett (otorgado por la Asociación Internacional de Escritores Policíacos), Novelpol y Crucedecables a la mejor novela policíaca de 2007.
Sus siguientes trabajos fueron la novela El efecto Transilvania (2008) y la novela gráfica Riven. La ciudad observatorio (2008). Dos años más tarde publica en junio El humo en la botella (2010) nominada nuevamente al premio Hammett y merecedora del Premio Especial de la Dirección de la Semana Negra de Gijón en  2010, premio Novelpol y considerada por la revista de internet La Gangsterera como la mejor novela de ese año. En febrero del año siguiente aparece Antirresurrección (2011), nominada al Novelpol en 2012 y al premio Celsius a la Mejor Novela Fantástica del año. En 2011 su nueva obra, Tus magníficos ojos vengativos cuando todo ha pasado, fue galardonada con el Premio Valencia a la mejor novela negra convocado por la Diputación de Valencia, y con el premio al "Mejor villano de novela" concedido por las jornadas literarias J.A.R. Cinco años más tarde, en febrero de 2016, publicó su nueva obra, La lluvia en la mazmorra (2016), y al año siguiente Ediciones B reedita Tus magníficos ojos… en formato bolsillo bajo el título Londres, 1891 (2017), además de obtener el Premio Especial de la "Semana Gótica de Madrid" por toda su carrera.
En 2016 publica como editor literario para la editorial Alrevés Obscena: trece relatos pornocriminales, en el que se incluyen relatos de Carlos Zanón, Fernando Marías, José Carlos Somoza o Carlos Salem, y en 2018 la antología de relatos Autofobia, que recoge la totalidad de las historias cortas que ha publicado el autor hasta el momento.
Sus obras han sido traducidas al alemán, portugués, ruso, griego y turco.  Juan Ramón Biedma también ha colaborado en diversas publicaciones y antologías como La lista negra, Libertad condicionada y otros relatos, Guernika variaciones, La Biblia-El libro, Aquelarre.

## Obras

### Novela
- El manuscrito de Dios (2005, Ediciones B, 978-84-666-2457-2)
- El espejo del monstruo (2006, Ediciones B, 978-84-666-2748-1)
- El imán y la brújula (2007, Ediciones B, 978-84-666-3207-2)
- El efecto Transilvania (2008, Roca Editorial, 978-84-92429-17-2)
- El humo en la botella (2010, Salto de Página, 978-84-15065-00-5)
- Antirresurrección (2011, Dolmen Editorial, 978-84-938143-5-9)
- Tus magníficos ojos vengativos cuando todo ha pasado (2015, Lengua de Trapo, 978-84-8381-217-4)
- La lluvia en la mazmorra (2016, Versátil, 978-84-16580-26-2)
- Londres, 1891 (reedición de Tus magníficos ojos vengativos cuando todo ha pasado) (2017, Ediciones B, 978-84-9070-393-9)
- El sonido de tu cabello (2020, Alianza Lit., 978-84-91818-73-1)
- Crisanta (2023, Alianza Lit., 978-84-1148-130-4)

### Antología de relatos
- Autofobia (2018, Tierra Trivium, 978-84-948516-9-8)

### Novela gráfica
- Riven. La ciudad observatorio (2008, Ediciones B, 978-84-666-3728-2), con ilustraciones de Sergio Ibáñez

### Ensayo
- Contrarreparto (2024, Sílex, 978-84-1026764-0)

### Editor
- Obscena: trece relatos pornocriminales (2016, Alrevés, 978-84-16328-55-0), edición, prólogo y autor de un relato.[8]

## Premios literarios
- 2004: Finalista del premio "El melocotón mecánico" de ciencia ficción por el relato "Siete revueltas".
- 2004: Mención Especial del Jurado en el II Premio de Novela Umbriel durante la Semana Negra de Gijón por El manuscrito de Dios.[9]
- 2005: Finalista del Memorial Silverio Cañada de la Semana Negra de Gijón por El manuscrito de Dios.[10]
- 2007: Premio Hammett de la Semana Negra de Gijón a la mejor novela policíaca por El imán y la brújula.[11]
- 2007: Premio Novelpol a la mejor novela policíaca por El imán y la brújula.[6]
- 2007: Premio del blog "Cruce de cables" a la mejor novela policíaca por El imán y la brújula.[3]
- 2010: Premio Especial de la Dirección de la Semana Negra por El humo en la botella.
- 2010: Finalista premio Hammett a la mejor novela policíaca por El humo en la botella.
- 2010: Premio revista "La Gangsterera" a la mejor novela policíaca por El humo en la botella.
- 2010: Premio "Novelpol" a la mejor novela policíaca por El humo en la botella.[1]
- 2012: Finalista premio Celsius por Antirresurrección.[12]
- 2012: Finalista premio Novelpol por Antirresurrección.[13]
- 2014: Premio Valencia a la mejor novela negra otorgado por la Diputación de Valencia por Tus magníficos ojos vengativos cuando todo ha pasado.[14][15]
- 2015: Premio al "Mejor villano de novela" durante el encuentro literario J.A.R. por Tus magníficos ojos vengativos cuando todo ha pasado.[16]
- 2017: Premio Especial de la Semana Gótica de Madrid a toda la carrera.[17]
- 2019: XXI Premio Unicaja de Novela Fernando Quiñones por El sonido de tu cabello.
- 2020: Premio Novelpol a la mejor novela policíaca por El sonido de tu cabello.
- 2023: Premio Valencia Negra (VLC Negra) de novela negra por Crisanta.
- 2023: Finalista del IV Premio Paco Camarasa a la mejor novela negra por Crisanta.
- 2024: Premio del festival Castellón Negro 2024 a toda su trayectoria literaria.
- 2024: Premio Celsius de la Semana Negra de Gijón a la mejor novela de género fantástico por Crisanta.
- 2025: Galardón «Letras del Mediterráneo» en la modalidad de narrativa, otorgado por la Diputación de Castellón.